# Bullet (ruisseau)
Pour les articles homonymes, voir Bullet (homonymie).
Le Bullet est un cours d'eau du canton de Vaud, en Suisse, qui prend sa source dans le sud du Gros-de-Vaud.

## Hydronymie
L'étymologie du Bullet est incertaine. Une première hypothèse aurait pour origine le mot bas latin bola désignant un site infertile ou une lande de bruyère. Le Bullet aurait alors d'autres toponymes apparentés tels que Bauloz, Bolaire, Bolets, Baulet. Néanmoins, l'environnement dans lequel coule le Bullet ne correspond pas vraiment à un site infertile. Une seconde hypothèse rapporterait une origine arpitane avec le mot biola signifiant pousse ou bouleau. Le Bullet donnerait alors son nom au village de Bioley-Orjulaz, dont la première partie, c'est-à-dire Bioley, en découlerait.

## Géographie
Le ruisseau sert de limite communale sur la quasi-totalité de son cours. Il prend sa source sur la limite communale entre les lieux-dits Rebaude sur Assens et Champ-Poyet sur Étagnières à une altitude de 650 m. Tout en continuant de marquer la limite entre ces deux communes, il descend alors en direction du nord-ouest et passe sous la ligne de chemin de fer Lausanne – Bercher. Il reçoit alors les eaux de la Larmaz sur sa rive gauche, un minuscule ruisseau venant d'Étagnières. Après cela, il arrive proche des terrains de football d'Étagnières ou il rentre brièvement sur le territoire de cette commune en arrivant dans les Bois d'Orjulaz. Il passe alors brièvement sur le territoire communal de Bioley-Orjulaz avant de marquer la limite communale entre cette commune et à nouveau celle d'Assens jusqu'à ce qu'il finisse par se jeter dans la Mortigue au lieu-dit En Ren, à une altitude de 590 m. Ses 550 derniers mètres, depuis la route qui relie Biolez-Orjulaz jusqu'à Assens, le ruisseau est entièrement canalisé et ne resurgit qu'à sa confluence.

## Faune
Officiellement, aucun recensement de faune n'a été entrepris dans ce ruisseau, bien qu'il soit répertorié par l'inspection de la pêche de la direction générale de l'environnement du canton de Vaud.